# Berkun Oya
Berkun Oya (né à Bursa le 3 mars 1977) est un dramaturge, metteur en scène de théâtre et réalisateur turc de cinéma.

## Biographie
Il fait sa scolarité au lycée fondé par Vehbi Koç à Istanbul. Il obtient ensuite un diplôme de théâtre à l'Université des beaux-arts Mimar-Sinan.
Il fonde la compagnie théâtrale Krek en 1998. Il y fait jouer les pièces qu'il écrit. Deux de ses pièces sont également représentées au théâtre d'état d'Istanbul. En 2000, il apparaît comme acteur dans le film Filler ve Çimen de Derviş Zaim.
En 2007, il réalise un long métrage. Il est aussi connu comme créateur de séries télévisées turques.

## Filmographie

### Cinéma
- 2007 : İyi Seneler Londra (réalisation)

### Télévision
- 2013 : İntikam (création)
- 2017 : Masum (création)
- 2020 : Bir Başkadır (création)

## Prix
- Prix de théâtre İsmet Küntay 2003 : dramaturge de l'année
- Prix Afife 2009 : prix de la meilleure pièce